# (5824) Inagaki
(5824) Inagaki es un asteroide perteneciente al cinturón de asteroides, región del sistema solar que se encuentra entre las órbitas de Marte y Júpiter, más concretamente a la familia de Eunomia, descubierto el 24 de diciembre de 1989 por Tsutomu Seki desde el Observatorio de Geisei, Geisei, Japón.

## Designación y nombre
Designado provisionalmente como 1989 YM. Fue nombrado Inagaki en homenaje a Minoru Inagaki, famoso guitarrista de la ciudad de Akashi.

## Características orbitales
Inagaki está situado a una distancia media del Sol de 2,629 ua, pudiendo alejarse hasta 2,949 ua y acercarse hasta 2,309 ua. Su excentricidad es 0,121 y la inclinación orbital 12,66 grados. Emplea 1557,66 días en completar una órbita alrededor del Sol.

## Características físicas
La magnitud absoluta de Inagaki es 12,4. Tiene 9,813 km de diámetro y su albedo se estima en 0,237. 